# José Noguero
José Noguero, de son vrai nom Joseph Noguero Sierra, est un acteur français né le 8 mars 1905 à Bordeaux et mort le 11 mars 1993 dans la même ville.

## Biographie
Fils d'émigrés espagnols, José Noguero commence sa carrière d'acteur dans les années 1930. Il figure dès lors au générique de nombreuses comédies. Après la Seconde Guerre mondiale, il travaille notamment avec Sacha Guitry.
Il est inhumé au cimetière de la Chartreuse à Bordeaux.

## Filmographie
- 1930 : L'Arlésienne de Jacques de Baroncelli
- 1930 : Maison de danses de Maurice Tourneur
- 1930 : La Tendresse d'André Hugon
- 1931 : Au nom de la loi de Maurice Tourneur
- 1931 : Paris-Méditerranée de Joe May
- 1932 : La Fleur d'oranger de Henry Roussel
- 1932 : Ce cochon de Morin de Georges Lacombe
- 1932 : Le Roi des palaces de Carmine Gallone
- 1932 : Bal d'apaches de Jean Mamy - court métrage -
- 1933 : Les Aventures du roi Pausole de Alexis Granowsky
- 1933 : Die Abenteuer des Königs Pausole de Alexis Granowsky -Version autrichienne du film précédent
- 1933 : The Merry Monarch  de Alexis Granowsky -Version anglaise du film précédent
- 1933 : La Dernière Nuit de Jacques de Casembroot
- 1933 : Le Grand Bluff de Maurice Champreux
- 1933 : Le Sexe faible de Robert Siodmak : Carlos Pinto
- 1934 : Le Dernier Milliardaire de René Clair
- 1934 : Turandot, princesse de Chine de Gerhard Lamprecht et Serge Veber
- 1935 : Le baron tzigane de Karl Hartl et Henri Chomette
- 1935 : La Petite Sauvage de Jean de Limur
- 1935 : Sous la griffe de Christian-Jaque
- 1936 : Train de plaisir de Léo Joannon
- 1937 : Miarka, la fille à l'ourse de Jean Choux
- 1937 : L'Occident de Henri Fescourt
- 1938 : Le Cœur ébloui de Jean Vallée
- 1939 : Le Danube bleu de Emil-Edwin Reinert
- 1939 : Yamilé sous les cèdres de Charles d'Espinay
- 1942 : Retour de flamme de Henri Fescourt
- 1943 : El barquillero - sous réserve, ce film aurait été tourné en Amérique du Sud
- 1943 : El camino real - sous réserve, ce film aurait été tourné en Amérique du Sud
- 1943 : Enchantement - sous réserve, ce film aurait été tourné en Amérique du Sud
- 1947 : Mandrin de René Jayet
- 1947 : Le comédien de Sacha Guitry
- 1948 : Le Diable boiteux de Sacha Guitry
- 1949 : Le 84 prend des vacances de Léo Joannon
- 1949 : Interdit au public de Alfred Pasquali
- 1949 : Nous avons tous fait la même chose de René Sti
- 1950 : Cet âge est sans pitié de Marcel Blistène
- 1951 : Adhémar ou le jouet de la fatalité de Fernandel qui le réalisa à la place de Sacha Guitry, souffrant d'une opération.
- 1952 : Coiffeur pour dames de Jean Boyer
- 1956 : L'inspecteur connaît la musique, de Jean Josipovici
- 1964 : Coplan agent secret FX 18 de Maurice Cloche
- 1964 : L'Abonné de la ligne U de Yannick Andreï TV
- 1965 : Les Enquiquineurs de Roland Quignon
- 1978 : Le Cavaleur de Philippe de Broca

## Théâtre
- 1932 : La Belle de nuit de Pierre Wolff, Théâtre de l'Athénée
- 1935 : La guerre de Troie n'aura pas lieu de Jean Giraudoux, mise en scène de Louis Jouvet, Théâtre de l'Athénée
- 1935 : Supplément au voyage de Cook de Jean Giraudoux, mise en scène de Louis Jouvet, Théâtre de l'Athénée
- 1942 : N'écoutez pas, mesdames ! de Sacha Guitry, mise en scène de l'auteur, Théâtre de la Madeleine
- 1952 : N'écoutez pas, mesdames ! de Sacha Guitry, mise en scène de l'auteur, Théâtre des Variétés
- 1952 : L'Amant de madame Vidal de Louis Verneuil, mise en scène de l'auteur, Théâtre Antoine
- 1955 : Lady 213 de Jean Guitton, mise en scène de Georges Vitaly, Théâtre de la Madeleine
- 1957 : Feu ! d'Yves Chatelain, mise en scène de Paul Abram, Théâtre des Arts
- 1958 : Polyeucte de Pierre Corneille, mise en scène de Marc Gentilhomme, Grand Théâtre de Tours
- 1962 : N'écoutez pas, mesdames ! de Sacha Guitry, mise en scène de Jacques Mauclair, Théâtre de la Madeleine